# 아디게야 공화국의 행정 구역
다음은 아디게야 공화국의 행정 구역에 관한 설명이다.

## 행정 구역
- 2개 공화국 지정 도시
  - 마이코프 (Майкоп) (수도)
  - 아디게이스크 (Адыгейск)
- 7개 군:
  - 기아긴스키군 (Гиагинский)
  - 코셰하블스키군 (Кошехабльский)
  - 크라스노그바르데이스키군 (Красногвардейский)
  - 마이콥스키군 (Майкопский)
  - 쇼브게놉스키군 (Шовгеновский)
  - 타흐타무카이스키군 (Тахтамукайский)
    - 에넴 읍 (Энем)
    - 야블로놉스키 읍 (Яблоновский)

  - 테우체시스키군 (Теучежский)
    - 틀류스텐하블 읍 (Тлюстенхабль)